# Tigre (1793)
Tigre (1793) — 74-пушечный французский линейный корабль типа Temeraire. Был спущен на воду 8 мая 1793 года на верфи в Бресте. Первые два года службы провёл в составе французского флота, но был захвачен британцами во время Боя у острова Груа. Впоследствии корабль вошел в состав Королевского флота сохранив своё первоначальное название. Он продолжал службу до 1817 года приняв участие во многих морских сражениях периода Французских революционных и Наполеоновских войн.

## Французская служба
Корабль был введён в эксплуатацию в августе 1793 года под командованием капитана Пьера Ван Стабеля. В ноябре того же года Ван Стабель был произведён в контр-адмиралы, поднял свой флаг на Tigre и принял командование эскадрой из шести линейных кораблей (помимо Tigre туда входили 74-пушечные Jean Bart, Tourville, Impétueux, Aquilon и Révolution), двух фрегатов, Insurgente и Sémillante, и двух бригов, Ballon и Espiègle.
16 ноября эскадра отправились из Бреста чтобы перехватить британский торговый конвой в Канале. Однако вместо ожидаемого сопровождения конвоя из четырёх линейных кораблей под командованием сэра Джона Джервиса, эскадра Ван Стабеля встретилась с британской эскадрой из 28 линейных кораблей под командованием адмирала Ричарда Хау. Эскадре Стабеля удалось уклониться от сражения с британским флотом, при этом в ходе погони, которая длилась несколько дней, французы захватили семнадцать торговых судов конвоя прежде чем вернуться в Брест. Французы потеряли только один из бригов, Espiègle, который был захвачен двумя британскими фрегатами 29 ноября.
Весной 1794 года эскадре Ван Стабеля было поручено сопровождать конвой с зерном из Чесапикского залива во Францию. Конвой из 170 судов отправился в путь в апреле. Британский флот под командованием Ричарда Хау попытался перехватить конвой. В результате маневры британского флота завершились сражением, известным как «Славное первое июня», в котором британский флот победил французскую эскадру Вилларе де Жуайёза. Конвой прибыл на место сражения 3 июня и обнаружил обломки, оставшиеся после битвы. Ван Стабель хотел изменить свой маршрут, опасаясь что британский флот может перехватить его, но решил, что после такого сражения оба флота вернулись в свои порты. Он продолжил плавание, и в конце концов благополучно достиг Бреста 13 июня, не потеряв ни одного корабля.
16 июня 1795 года Tigre, под командованием капитана Жака Бедоута, в составе эскадры вице-адмирала Вилларе де Жуайёза, состоящей из тринадцати линейных кораблей, двух фрегатов, двух бригов и куттера устремился в погоню за британской эскадрой вице-адмирала сэра Уильяма Корнуоллиса из пяти линейных кораблей и двух фрегатов. Ввиду сильно превосходящих сил противника, Корнуоллис приказал отступать. После целого дня преследования, передовые французские корабли, в том числе и Tigre, предприняли попытку отрезать Mars, шедший в арьергарде британской эскадры, и открыли по нему сильный огонь. Mars потерял двенадцать человек ранеными, был сильно повреждён, а ближе к концу дня он свалился из линии под ветер и попал бы в плен, не поверни ему на помощь Royal Sovereign и Triumph, которые вынудили французские корабли отступить.
22 июня 1795 года Tigre, находясь вместе с флотом у острова Бель-Иль, наткнулся на британский Флот Канала под командованием лорда Бридпорта, который пустился в погоню. Британский флот из 14 линейных кораблей, 5 фрегатов и 6 мелких судов, в течение суток преследовал французский (12 линейных кораблей) с зюйд-веста и загнал его к острову Груа. Места для отступления не осталось, и Вилларе-Жуайёз был вынужден принять бой. Alexander, в ноябре 1794 года захваченный французами у англичан, отстал от остальной части эскадры и вскоре был захвачен. Formidable, который находился в линии перед Alexander, был настигнут 100-пушечным Queen Charlotte, который обстреливал его в течение 15 минут нанеся тяжелые повреждения, убив и ранив более 320 человек и вызвав пожар на юте. Formidable тоже вскоре спустил флаг, и тогда британский корабли атаковали центр французской эскадры, где в числе прочих находился и Tigre. Он был обстрелян сначала Queen Charlotte, а затем Sans Pareil, получил серьезные повреждения и выпал из линии. после этого к атаке на Tigre подключились два 98-пушечных корабля, Queen и London, и Tigre, потерявший к этому времени 130 человек убитыми и ранеными, был вынужден сдаться.

## Британская служба
По прибытии в Англию корабль был принят в состав Королевского флота, сохранив своё первоначальное название. После прохождения ремонта он был введён в эксплуатацию в июне 1798 года под командованием капитана Сиднея Смита и отправлен в Средиземное море чтобы присоединиться к эскадре графа Сент-Винсента.
В марте — мае 1799 года Tigre был флагманом коммодора Уильяма Сиднея Смита во время осады Акры. Хотя сам корабль почти не принимал участия в операциях флота, его экипаж, отправленный на канонерские лодки, помог отбить неоднократные французские нападения.
В 1801 году Tigre принял участие в египетских операциях. 31 января он встал на якорь в Марморисе на юго-западе Турции, где собирался флот для нападения на Египет. 1 марта около 70 боевых кораблей вместе с транспортами, перевозящими 16 000 солдат, прибыли в залив Абукир вблизи Александрии. Непогода задержала высадку войск на неделю, но 8 марта Кокрейн был назначен руководить флотилией из 320 шлюпок которые высадили войска на берег. Солдаты с французских береговых батарей попытались помешать высадке, но британцы смогли отбить их атаку и на следующий день сэр Ральф Эберкромби в вся британская армия уже была на берегу. Два матроса с Tigre получили ранения во время высадки. Военно-морские корабли предоставили 1000 своих матросов чтобы оказать поддержку сухопутной армии, во главе с сэром Сидни Смитом с Tigre. 13 марта Tigre потерял двух человек убитыми и одиннадцать ранеными в сражении на берегу. 21 марта Смит был атакован французскими войсками численностью до 12 000 человек. Во время сражения с ними были ранены сам Смит и ещё один матрос с Tigre.
Так как Tigre принимал участие в египетской кампании с 8 марта по 2 сентября 1801 года, его офицеры и команда получили право на медаль с пряжкой «Египет», которой Адмиралтейство наградило в 1850 году всех выживших участников.
После того как Вильнев отплыл из Тулона в Вест-Индию 29 марта 1805 года с эскадрой из одиннадцати линейных кораблей, шести фрегатов и двух шлюпов, Tigre, под командованием капитана Бенджамина Хэллоуэлла, в составе эскадры Нельсона устремился за ним в погоню. Британцам так и не удалось обнаружить там франко-испанский флот, а 12 июня Нельсон узнал об уходе союзников, и он с 11 кораблями вновь пустился в свою неутомимую погоню. Однако Вильнёв взял курс на Ферроль, а Нельсон на Кадис, полагая что противник направляется в Средиземное море.
Когда эскадра Нельсона вернулась в Средиземное море, Tigre с другими кораблями присоединился к британскому флоту,
блокирующему франко-испанский флот в Кадисе. В начале октября Tigre ещё с пятью кораблями был отправлен в Гибралтар для пополнения запасов воды и продовольствия. Он ждал попутного ветра чтобы отправиться к Кадису, когда важный торговый конвой прибыл из Англии и Tigre было приказано сопроводить его мимо Картахены, где находились девять испанских линейных кораблей. Торговый конвой вышел из Гибралтара в тот же день, когда Вильнев и объединённый флот покинули Кадис, чтобы потерпеть сокрушительное поражение у мыса Трафальгар.
После Трафальгарского сражения Tigre продолжил блокаду Кадиса. 25 ноября 1805 года Thunderer задержал корабль Nemesis, принадлежащий Дубровницкой республике, который плыл из Иль де Франс в Ливорно, с грузом пряностей, красителя индиго, и других товаров. Zealous разделил призовые деньги с десятью другими британскими военными кораблями.
22 марта Tigre в составе эскадры Джона Дакворта прибыл к Александрии, где принял участие в неудачной Александрийской экспедиции. Хотя британская эскадра оставалась в гавани до окончания экспедиции, основные действия
происходили на берегу, а потому Pompee не принял в ней никакого участия.
В октябре 1809 года Tigre (капитан Бенджамин Хэллоуэлл) был частью эскадры контр-адмирала Джорджа Мартина, которая находилась у берегов Каталонии и была отправлена на перехват небольшой французской эскадры контр-адмирала Франсуа Бодена, идущей из Тулона. Утром 23 октября HMS Volontaire обнаружил французскую эскадру и британцы устремились в погоню, но потеряли её из вида. HMS Tigre обнаружил Robuste, Borée, Lion и Pauliney на рассвете 24 октября, но флоты снова потеряли друг друга. Контакт был вновь установлен утром 25 октября, и погоня возобновилась. Пытаясь уйти от преследования Robuste и Lion сели на мель возле Фронтиньяна. После двух часов бесплодных попыток спасти корабли, Боден приказал их затопить. Они были подожжены и взорвались в 22:30.
Tigre оставался на службе до 1816 года, после чего был переведён в резерв в Плимуте. Он находился в резерве пока в июне 1817 года не было принято решение отправить корабль на слом.